# Château de Poux
Le château de Poux est un manoir d'origine médiévale, situé à Saint-Amand, dans le département de la Creuse, région Nouvelle-Aquitaine, en France.

## Localisation
Poux est situé à environ 700 m à l'est du bourg de Saint-Amand, au lieu-dit Poux.

## Historique
Le château fut construit au XIVe siècle.
Il est à présent toujours habité et fermé au public.

## Architecture
D'une longueur de 20m pour une largeur de 10m, le château présente une exposition sud-est. Deux tourelles ornent ses coins est et sud.
Sa toiture de style Grand Siècle est en ardoise.
Un parc arboré d'environ 1500m² s'étend au sud-est, tandis que des corps de ferme forment une cour au sud et à l'ouest.